# Gestreepte vliegenvanger
De gestreepte vliegenvanger (Muscicapa griseisticta) is een vogelsoort uit de familie van de Muscicapidae (vliegenvangers). Het is een trekvogel die broedt in Oost-Azië en overwintert in de Indische Archipel.

## Kenmerken
De vogel is 12,5 tot 14 cm lang en weegt 15,1 tot 17,4 g. Het is een relatief kleine vliegenvanger met lange vleugels. De vogel is van boven grijsbruin, de slagpennen zijn zeer donker. Het oog is donker, net als de snavel en de poten die bijna zwart zijn. Rond het oog zit een smalle witte oogring en er loopt een wit streepje van het oog naar de bovensnavel. Opvallend is de donkere baardstreep; de borst en buik zijn verder wit met donkere streepjes. Het mannetje en het vrouwtje verschillen onderling niet in verenkleed.

## Verspreiding en leefgebied
Deze soort broedt in oostelijk Azië van zuidoostelijk Siberië tot noordoostelijk China. Daar is het leefgebied Larixbos, vooral aan bosranden, maar ook aangeplant loofbos en grote stadsparken. De vogel overwintert veel zuidelijker in Taiwan, de Filipijnen, Noord-Borneo, Celebes, de Molukken en het westen van Nieuw-Guinea. De vogel wordt daar gezien aan bosranden, half open landschap met grasland en bomen tot op ongeveer 1450 m boven de zeespiegel.

## Status
De grootte van de populatie is niet geschat, er zijn wel plaatselijke schattingen van aantallen doortrekkers. Men vermoedt dat de populatie-aantallen stabiel zijn, daarom staat deze soort als niet bedreigd op de Rode Lijst van de IUCN.